# Eugenie Werner
Eugenie Werner (vor 1902 – nach 1921) (Anm.) war eine Schauspielerin.

## Leben
Werner trat auf der Bühne und zwischen 1911 und 1921 auch im Stummfilm auf. Sie begann ihre Theaterlaufbahn in der österreichischen Provinz: 1902 bis 1903 in Troppau und 1903 bis 1905 in Brünn. Danach wurde sie auch an reichsdeutschen Bühnen beschäftigt: Von 1905 bis 1906 war sie in Würzburg engagiert; in der Spielzeit vom 12. Dezember 1906 bis 1. Mai 1907 war sie Ensemblemitglied am Stadttheater Magdeburg. In der Spielzeit vom 1. September 1906 bis 1. Juni 1907 gastierte sie auch am Schauspiel der „Vereinigten Stadttheater von Cöln am Rhein“.
Von 1907 bis 1908 trat sie in Wien am Johann Strauß-Theater, 1908 bis 1909 in Chemnitz, danach in München und Berlin auf. Seit 1912 spielte sie in Wien, dort bis 1914 am Theater an der Wien, danach 1914 bis 1918 am Theater in der Josefstadt.
1911 wirkte sie in den beiden Asta-Nielsen-Filmen Der fremde Vogel und In dem großen Augenblick des Regisseurs Urban Gad mit, die von der Deutschen Bioscop produziert wurden. Danach war sie noch in weiteren sechs Filmen österreichischer Produktion zu sehen, in denen sie vorwiegend Frauen reiferen Alters verkörperte bzw. in Mütterrollen besetzt war.

## Filmografie
- 1911: Der fremde Vogel
- 1911: In dem großen Augenblick
- 1912: Die Musikantenlene
- 1914: Filmposse
- 1914: Nach der Premiere
- 1918: Konrad Hartls Lebensschicksal
- 1919: Das Kind des Teufels
- 1921: Der geistliche Tod

## Incerta
- Eine Eugenie Werner (mit Geburtsdatum 11. September 1875) wird als shoah-Opfer geführt bei letter to the stars[8]
- Eine Eugenie Werner-Reithoffer erscheint als Autorin eines Artikels über „J. Kainz“ in der Zeitschrift Die Maske, 1. Jg. 1935.[9]
- Eine Eugenie Reithoffer erscheint (mit abweichendem Geburtsdatum) in der holocaust list Avotaynu: „Reithoffer, Eugenie * 24. Februar 1885“.